# Herrarnas individuella mångkamp i gymnastik vid olympiska sommarspelen 2008
Herrarnas individuella mångkamp i gymnastik vid olympiska sommarspelen 2008 avgjordes den 14 augusti.

## Medaljörer
| Gren                            | Guld          | Silver               | Brons                     |
| Herrarnas individuella mångkamp | Yang Wei Kina | Kōhei Uchimura Japan | Benoît Caranobe Frankrike |

## Finalresultat
| Placering | Gymnast                            | Fristående | Bygelhäst | Ringar | Hopp   | Barr   | Räck   | Totalt |
| --------- | ---------------------------------- | ---------- | --------- | ------ | ------ | ------ | ------ | ------ |
|           | Yang Wei (CHN)                     | 15.250     | 15.275    | 16.625 | 16.550 | 16.100 | 14.775 | 94.575 |
|           | Kōhei Uchimura (JPN)               | 15.825     | 13.275    | 15.200 | 16.300 | 15.975 | 15.400 | 91.975 |
|           | Benoît Caranobe (FRA)              | 15.350     | 14.875    | 15.175 | 16.600 | 15.050 | 14.875 | 91.925 |
| 4         | Hiroyuki Tomita (JPN)              | 15.100     | 15.425    | 13.850 | 16.200 | 16.000 | 15.675 | 91.750 |
| 5         | Sergej Chorochordin (RUS)          | 15.150     | 15.100    | 15.400 | 15.300 | 15.700 | 15.050 | 91.700 |
| 6         | Maxim Devyatovskij (RUS)           | 15.225     | 15.200    | 15.625 | 15.225 | 15.325 | 15.100 | 91.700 |
| 7         | Fabian Hambüchen (GER)             | 15.625     | 14.375    | 15.025 | 15.975 | 15.275 | 15.400 | 91.675 |
| 8         | Yang Tae Young (KOR)               | 15.225     | 14.300    | 14.900 | 16.075 | 16.350 | 14.750 | 91.600 |
| 9         | Jonathan Horton (USA)              | 15.600     | 13.675    | 15.575 | 16.100 | 15.275 | 15.350 | 91.575 |
| 10        | Rafael Martínez (ESP)              | 15.450     | 15.000    | 14.375 | 15.575 | 15.525 | 15.575 | 91.500 |
| 11        | Kim Dae-eun (KOR)                  | 15.225     | 13.650    | 15.400 | 15.625 | 16.000 | 14.875 | 90.775 |
| 12        | Alexander Artemev (USA)            | 14.625     | 15.525    | 14.275 | 15.975 | 15.200 | 15.075 | 90.675 |
| 13        | Philipp Boy (GER)                  | 15.075     | 14.875    | 14.825 | 15.400 | 15.050 | 15.450 | 90.675 |
| 14        | Luis Rivera Rivera (PUR)           | 15.250     | 15.025    | 15.225 | 16.025 | 14.375 | 14.275 | 90.175 |
| 15        | Adam Wong (CAN)                    | 14.325     | 14.550    | 15.050 | 15.700 | 15.350 | 14.825 | 89.800 |
| 16        | Anton Fokin (UZB)                  | 14.525     | 15.150    | 14.700 | 15.575 | 16.125 | 13.675 | 89.750 |
| 17        | Nathan Gafuik (CAN)                | 15.325     | 13.475    | 14.375 | 16.175 | 15.275 | 15.000 | 89.625 |
| 18        | Flavius Koczi (ROU)                | 14.900     | 15.425    | 14.550 | 16.450 | 13.525 | 14.725 | 89.575 |
| 19        | Enrico Pozzo (ITA)                 | 15.250     | 14.625    | 13.850 | 15.600 | 14.600 | 15.450 | 89.375 |
| 20        | Daniel Keatings (GBR)              | 14.850     | 15.700    | 14.000 | 15.800 | 14.425 | 14.225 | 89.000 |
| 21        | Thomas Bouhail (FRA)               | 15.200     | 13.400    | 13.650 | 15.850 | 14.425 | 14.475 | 87.000 |
| 22        | José Luis Fuentes Bustamante (VEN) | 14.175     | 13.650    | 13.900 | 15.250 | 15.175 | 14.150 | 86.300 |
| 23        | Dmitrj Savitski (BLR)              | 13.725     | 13.750    | 15.300 | 15.900 | 13.400 | 10.100 | 82.175 |
| 24        | Chen Yibing (CHN)                  |            | 13.750    | 16.650 | 15.900 | 14.950 | 12.975 | 74.225 |

### Reserver
- Alexandr Shatilov (ISR) (29:e plats)
- Matteo Morandi (ITA) (31:e plats)
- Daniel Popescu (ROU) (32:e plats)
- Denis Savenkov (BLR) (33:e plats)